# Beta-gama kompleks

Beta-gama kompleks se sastoji od heterotrimernih G proteina  (beta podjedinica) i  (gama podjedinica) koje su međusobno čvrsto vezane.
Nakon aktivacije G-protein spregnutog receptora,  kompleks se odvaja od  podjedinice, omogućavajući  podjedinici da funkcioniše kao glasnik u prenosu signala.

## Funkcija
Normalna uloga beta-gama kompleksa je inhibicija  podjedinice. Slobodni  kompleks može da dejstvuje kao samostalni signali molekul, koji aktivira sekundarne glasnike ili direktno kontroliše jonske kanale.
Primeri funkcija  kompleksa su:
- Aktivacija fosfolipaze A2 kad je vezan za histaminske receptore
- Direktno otvaranje GIRK kanala kad je vezan za muskarin acetilholinske receptore
- Aktivacija L-tip kalcijum kanala, kao u farmakologiji H3 receptora
- Iniciranje puta fosfolipaze C, što je sporedni mehanizam za oslobađanje hormona rasta.[1]

### Geni
- geni: GNB1, GNB2, GNB3, GNB4, GNB5, , GNB2L1

GNB1L i GNB2L1 se ne smatraju klasičnim G proteinskim beta podjedinicama, jer oni ne formiraju beta/gama proteinske komplekse. Oni su samo po aminokiselinskoj sekvenci slični sa  proteinima).
- geni: GNGT1, GNGT2, GNG2, GNG3, GNG4, GNG5, GNG7, , , GNG11, GNG12, GNG13

## Literatura
1. ↑  „GeneGlobe -> GHRH”. Архивирано из оригинала 27. 03. 2020. г. Приступљено 31. 5. 2009.